# Bertram Rickmers
Bertram Rickmer Clasen Rickmers (* 11. November 1952 in Bremerhaven; † 22. Mai 2023 in Hamburg) war ein deutscher Manager und Reeder.

## Leben
Rickmers war der älteste Sohn von Bertram R. J. Rickmers (1917–1971) aus der ursprünglich von Helgoland stammenden Familiendynastie der Rickmers Reederei und dessen Ehefrau Christa Rickmers (1927–2003). Der Unternehmer und Politiker Erck Rickmers war sein Bruder. Einen Teil seiner Schulzeit verbrachte Rickmers im an der Schlei gelegenen Internat Louisenlund und fuhr nach dem Abitur für einige Zeit auf der Peter Rickmers zur See. Anschließend verbrachte er rund ein Jahr in China und studierte danach einige Semester Jura, wechselte zum Fach Volkswirtschaft und schloss dieses Studium 1980 in Freiburg mit dem Diplom ab.
Nach mehreren Auslandsaufenthalten bei verschiedenen Reedereien kam er auf die Bremerhavener Rickmers-Werft, die von seinem Onkel Claus Rickmers geleitet wurde. Hier war er einige Zeit als Verkaufsleiter tätig und machte sich mit einem für das Ausland geltenden exklusiven Verkaufsrecht für Rickmersschiffe auf Provisionsbasis selbstständig. Das exklusive Verkaufsrecht galt für ein Jahr und mit der von ihm 1982 gegründeten Marine und Contracting GmbH (MCC Marine Consulting & Contracting) zog er 1984 nach Hamburg.
Da sich Schiffe zu dieser Zeit schwer verkaufen ließen, half er den Reedern bei der Kapitalbeschaffung und begleitete sie bei der Neubaurealisierung. Das war mit ein Grund, 1984 die eigene Reederei B. Rickmers GmbH & Cie. KG zu gründen und einen Neubau (Bau-Nr. 401 vom Typ 49-L) bei der Rickmers-Werft zu bestellen, außerdem sicherte er sich die Rechte an den Bauplänen.
Bertram Rickmers starb im Mai 2023 im Alter von 70 Jahren infolge eines Treppensturzes in seiner Hamburger Villa. Er war verheiratet, Vater zweier Töchter und eines Sohnes. Bereits seine Mutter Christa Rickmers war 2003 nach einem Sturz von der Treppe in ihrer Villa an schweren Kopfverletzungen gestorben.

## B. Rickmers GmbH & Cie. KG
Dieses erste Schiff der Reederei, die Patricia Rickmers (14.200 tdw), gehörte zum Typ 49-L, einem sehr erfolgreichen Schiffstyp, von dem noch zwei weitere von der Werft gebaut wurden, bevor sie für immer die Pforten schloss. Mit der Übernahme der kleinen Tanker Jan (3.280 tdw) sowie Oliver (4.400 tdw) von der Bremer DS Tankschifffahrt GmbH & Cie. erfolgte ab 1986 der Ausbau der Reederei. Aus einer Zwangsversteigerung erwarb er 1987 den Roll-on/Roll-off-Frachter Berulan (4.250 tdw). Der in Mai Rickmers umbenannte Roll-on/Roll-off-Frachter (3.500 tdw) wurde 1989 und das Frachtmotorschiff Sophie Rickmers (7.250 tdw) 1990 übernommen. Als Reeder engagierte er sich 1991 mit weiteren Tankerzukäufen und erwarb fünf Küstentanker von der niederländischen Reederei Nedlloyd Bulkchem NV.
1991 wurden auf der Stocznia Szczecinska das Containerschiff R. C. Rickmers vom Typ B-170 gebaut, das nach geringfügig geänderten Plänen dem Schiffstyp 49-L der Rickmers-Werft entsprach. Unter exklusiver Vermittlung von Bertram Rickmers lief dieser Schiffstyp anschließend fast 40 mal in Stettin für deutsche Reeder vom Stapel. Danach wurden von Bertram Rickmers fast ausschließlich Containerschiffe bestellt und an internationale Linienreedereien verchartert. Anfang 2017 besaß oder managte die Bertram-Rickmers-Gruppe als eine der ganz großen Charterreedereien mehr als 100 Containerschiffe und rund 30 Massengut- oder Spezialschiffe.
Am 15. November 2016 meldete die Tochtergesellschaft Rickmers Maritime Trust mit Sitz in Singapur Zahlungsunfähigkeit an. Am 1. Juni 2017 folgte der Insolvenzantrag auf Eigenverwaltung beim Amtsgericht Hamburg. Laut dem Insolvenzgericht Hamburg hatten Rickmers-Gläubiger Forderungen in Höhe von mehr als 1,1 Milliarden Euro angemeldet. Im September 2017 übernahm ein vom Bremer Unternehmer Kurt Zech geführtes Konsortium, die Bremer Reederei Zeaborn, das globale Schiffsmanagement, das Kerngeschäft der weitverzweigten Rickmers-Gruppe.

## The Asian Steamship Company
Rickmers gründete bereits im Oktober 2015 die The Asian Spirit Company, die zunächst in gebrauchte Containerschiffe investierte. 2016 bestellte das Unternehmen acht Neubauten bei der chinesischen Werft Fujian Mawei Shipbuilding. Die Containerschiffe mit einer Kapazität von rund 1160 TEU sollten ab April 2019 abgeliefert werden, die Verbleibenden nach und nach bis 2021.